# Inácio de Vilhena Barbosa
Inácio de Vilhena Barbosa (Lisboa, 31 de julho de 1811 — Lisboa, 25 de novembro de 1890), mais conhecido por Vilhena Barbosa, foi um historiador e arqueólogo, sócio da Academia Real das Ciências de Lisboa.

## Biografia
Filho de Francisco Barbosa e de D. Maria Rosa de Vilhena, era natural de Lisboa. Fez os estudos de instrução secundária no estabelecimento régio do bairro do Rossio, sujeito à universidade de Coimbra, e no real Colégio de S. Vicente de Fora. Foi nomeado membro do Conservatório Real de Lisboa pela rainha D. Maria II, quando Almeida Garrett, sendo vice inspector daquele estabelecimento fez com que o governo lhe desse a forma de uma academia literária. Em 1863 foi eleito sócio correspondente da Academia Real das Ciências de Lisboa; em Julho de 1875 passou à classe de sócio efectivo, e em Dezembro do mesmo ano foi lhe cometido o encargo de inspector da biblioteca dessa corporação, tendo sido reeleito nos seguintes anos até o presente. Sócio efectivo da real associação dos arquitectos e arqueólogos portugueses, da associação dos jornalistas e escritores portugueses, e da academia nacional de Paris, e honorário do Retiro literário português, no Rio de Janeiro.
Da sua obra com cariz arqueológico destacam-se, por ordem cronológica, os 2 tomos de Estudos Históricos e Arqueológicos (1874 – 1875)  que junta um conjunto de artigos sobre a criação do arquivo da Torre do Tombo e das bibliotecas em Portugal, os pelourinhos, o ouro das Minas do Brasil ou a História do Tabaco; com Possidónio da Silva as Noções elementares de Archeologia (1878); e Monumentos de Portugal, historicos, artisticos e archeologicos (1886) que terá sido elaborado a partir de uma proposta de Teófilo Braga.
Para além do armorial concelhio em 3 volumes que é As cidades e villas da monarchia portugueza que teem brasão d’armas (1860-1862) também publicou inúmeras biografias, como as de João de Barros (1841), de Diogo do Couto e do Duque da Terceira (ambas em 1842), O Dr. Felix de Avellar Brotero, D. Francisco d’Almeida 1.º viso-rei da India,  D. Henrique de Meneses 7.º Governador da India, D. Beatriz rainha de Portugal: mulher d’el-rei D. Afonso III (todas as quatro em 1843), e em 1844, Visconde de Sá da Bandeira, D. João de Castro 4.º viso-rei da India e Infante D. Beatriz, duqueza de Saboya.
Na imprensa, fundou em 1839 o jornal ilustrado Universo Ilustrado, onde imperou a litografia e durou 6 anos. Depois, passou a colaborar com A União, O Diário do Governo (de 1848 a 1850), O Mosaico, O Panorama, Ilustração Luso-Brasileira,  Ramalhete do Cristão, O Comércio do Porto, Arquivo Pitoresco, na época de Brito Aranha e Pinheiro Chagas, e O Occidente, tendo publicado artigos como  «Os monumentos da antiguidade em Portugal: as ruínas de Cetóbriga» (1872).
Faleceu na casa do conde de Castro, João António Gomes de Castro (1834-1896), seu amigo pessoal, na rua das Trinas, número 161, da freguesia da Lapa. Nunca casou nem teve filhos. Foi sepultado nos Prazeres.
Na área da imprensa, encontra-se colaboração da sua autoria nos periódicos O Panorama (1837-1868), Ilustração Luso-Brasileira  (1856-1859), Arquivo Pitoresco (1857-1868) e O Occidente  (1878-1915).
- Barbosa, Ignacio de Vilhena. As cidades e villas da monarchia portugueza que teem brasão d'armas. Lisboa: Tipographia do Panorama, 1860-1862.
- Vilhena Barbosa, Ignacio de. Estudos historicos e archeologicos. Lisboa, Typ. Castro Irmão, 1874-1875.
- Vilhena Barbosa, Ignacio de. Monumentos de Portugal, historicos, artisticos e archeologicos. Lisboa, Typ. Castro Irmão, 1886
- Silva, Joaquim Possidonio Narciso da; Vilhena Barbosa, Ignacio de. Noçoes elementares de Archeologia: obra illustrada com 324 gravuras. Lisboa : Lallemant Frères, 1878.

Em 1933 a Câmara Municipal de Lisboa homenageou o historiador dando o seu nome a uma rua no Bairro do Arco do Cego.